# 2013 w filmie
Ten artykuł należy dopracować:

przedstawiono sytuację tylko z polskiej perspektywy – artykuł powinien być przekrojowy.
Pomóż go poprawić. Na stronie dyskusji mogą znajdywać się pomocne komentarze.
Wydarzenia filmowe w 2013 roku.

2013 w filmie to 125. rok w historii kinematografii.

## Premiery

### Filmy polskie
| Data            | Tytuł filmu                     | Kraj   | Reżyseria                          | Obsada                                                          |
| --------------- | ------------------------------- | ------ | ---------------------------------- | --------------------------------------------------------------- |
| 4 stycznia      | Bejbi blues                     | Polska | Katarzyna Rosłaniec                | Magdalena Berus, Nikodem Rozbicki, Klaudia Bułka                |
| 11 stycznia     | Sęp                             | Polska | Eugeniusz Korin                    | Michał Żebrowski, Anna Przybylska, Paweł Małaszyński            |
| 25 stycznia     | Podejrzani zakochani            | Polska | Sławomir Kryński                   | Bartek Kasprzykowski, Sonia Bohosiewicz, Rafał Królikowski      |
| 1 lutego        | Drogówka                        | Polska | Wojciech Smarzowski                | Bartłomiej Topa, Eryk Lubos, Jacek Braciak, Marcin Dorociński   |
| 1 lutego        | Kanadyjskie sukienki            | Polska | Maciej Michalski                   | Anna Seniuk, Zofia Czerwińska, Ewa Kasprzyk                     |
| 8 lutego        | Nieulotne                       | Polska | Jacek Borcuch                      | Jakub Gierszał, Magdalena Berus, Andrzej Chyra                  |
| 14 lutego       | Swing                           | Polska | Abelard Giza                       | Kacper Ruciński, Julia Kamińska, Szymon Jachimek                |
| 14 lutego       | Wyręczony zaręczony             | Polska | Piotr Matwiejczyk                  | Dawid Antkowiak, Katarzyna Maczel, Piotr Matwiejczyk            |
| 15 lutego       | Moja ulica                      | Polska | Marcin Latałło                     | ----                                                            |
| 15 lutego       | Tajemnica Westerplatte          | Polska | Paweł Chochlew                     | Michał Żebrowski, Robert Żołędziewski, Jakub Wesołowski         |
| 22 lutego       | Last Minute                     | Polska | Patryk Vega                        | Wojciech Mecwaldowski, Anna Szarek, Klaudia Halejcio            |
| 22 lutego       | Niebo                           | Polska | Piotr Żukowski Paweł Sarbinowski   | Antoni Barłowski, Krzysztof Szekalski, Przemysław Bluszcz       |
| 22 lutego       | Syberiada polska                | Polska | Janusz Zaorski                     | Paweł Krucz, Adam Woronowicz, Urszula Grabowska                 |
| 1 marca         | Być jak Kazimierz Deyna         | Polska | Anna Wieczur-Bluszcz               | Przemysław Bluszcz, Gabriela Muskała, Marcin Korcz              |
| 8 marca         | Dzień kobiet                    | Polska | Maria Sadowska                     | Katarzyna Kwiatkowska, Anita Jancia, Eryk Lubos                 |
| 15 marca        | Baczyński                       | Polska | Kordian Piwowarski                 | Mateusz Kościukiewicz, Katarzyna Zawadzka, Ewa Telega           |
| 15 marca        | Będziesz legendą, człowieku     | Polska | Marcin Koszałka                    |                                                                 |
| 15 marca        | Miłość                          | Polska | Sławomir Fabicki                   | Marcin Dorociński, Julia Kijowska, Adam Woronowicz              |
| 15 marca        | Warszawa 1935                   | Polska | Tomasz Gomała                      |                                                                 |
| 4 kwietnia      | Układ zamknięty                 | Polska | Ryszard Bugajski                   | Janusz Gajos, Kazimierz Kaczor, Magdalena Kumorek               |
| 12 kwietnia     | Imagine                         | /      | Andrzej Jakimowski                 | Alexandra Maria Lara, Edward Hogg, David Atrakchi               |
| 19 kwietnia     | Sekret                          | Polska | Przemysław Wojcieszek              | Tomasz Tyndyk, Agnieszka Podsiadlik, Marek Kępiński             |
| 19 kwietnia     | Żywie Biełaruś!                 | Polska | Krzysztof Łukaszewicz              | Dźmitry Papko, Karolina Gruszka, Aliaksandr Malčanau            |
| 10 maja         | Inny świat                      | Polska | Dorota Kędzierzawska               | Danuta Szaflarska                                               |
| 10 maja         | Oszukane                        | Polska | Marcin Solarz                      | Katarzyna Herman, Artur Żmijewski, Ewa Skibińska                |
| 14 czerwca      | Dziewczyna z szafy              | Polska | Bodo Kox                           | Magdalena Różańska, Wojciech Mecwaldowski, Piotr Głowacki       |
| 19 lipca        | Sztuka znikania                 | Polska | Bartosz Konopka                    | ---                                                             |
| 1 sierpnia      | Był sobie dzieciak              | Polska | Leszek Wosiewicz                   | Magdalena Cielecka, Rafał Fudalej, Eryk Lubos                   |
| 9 sierpnia      | Miłość                          | Polska | Filip Dzierżawski                  | ---                                                             |
| 30 sierpnia     | Ostra Randka 3D                 | Polska | Maciej Odoliński                   | Paweł Wilczak, Sylwia Boroń, Małgorzata Buczkowska              |
| 30 sierpnia     | Wszystkie kobiety Mateusza      | Polska | Artur Więcek                       | Teresa Budzisz-Krzyżanowska, Krzysztof Globisz, Agata Kulesza   |
| 6 września      | Ci, którzy żyją i umierają      | /      | Barbara Albert                     | Anna Fischer, Hanns Schuschnig, August Zirner                   |
| 6 września      | Polski film                     | /      | Marek Najbrt                       | Pavel Liška, Tomás Matonoha, Josef Polásek                      |
| 13 września     | Kongres                         | /      | Ari Folman                         | Robin Wright, Harvey Keitel, Jon Hamm                           |
| 13 września     | Sierpniowe niebo. 63 dni chwały | Polska | Ireneusz Dobrowolski               | Krzysztof Kolberger, Anna Nehrebecka, Anna Romantowska          |
| 20 września     | W imię...                       | Polska | Małgorzata Szumowska               | Andrzej Chyra, Mateusz Kościukiewicz, Maja Ostaszewska          |
| 4 października  | Wałęsa. Człowiek z nadziei      | Polska | Andrzej Wajda                      | Robert Więckiewicz, Agnieszka Grochowska, Maria Rosaria Omaggio |
| 11 października | Chce się żyć                    | Polska | Maciej Pieprzyca                   | Dawid Ogrodnik, Kamil Tkacz, Dorota Kolak                       |
| 18 października | Ambassada                       | Polska | Juliusz Machulski                  | Magdalena Grąziowska, Bartosz Porczyk, Robert Więckiewicz       |
| 25 października | Ida                             | Polska | Paweł Pawlikowski                  | Agata Kulesza, Agata Trzebuchowska, Dawid Ogrodnik              |
| 25 października | Mój biegun                      | Polska | Marcin Głowacki                    | Bartłomiej Topa, Magdalena Walach, Maciej Musiał                |
| 8 listopada     | Bilet na Księżyc                | Polska | Jacek Bromski                      | Filip Pławiak, Mateusz Kościukiewicz, Anna Przybylska           |
| 8 listopada     | Wenus w futrze                  | /      | Roman Polański                     | Emmanuelle Seigner, Mathieu Amalric                             |
| 15 listopada    | Papusza                         | Polska | Krzysztof Krauze Joanna Kos-Krauze | Jowita Budnik, Zbigniew Waleryś, Antoni Pawlicki                |
| 22 listopada    | Płynące wieżowce                | Polska | Tomasz Wasilewski                  | Mateusz Banasiuk, Bartosz Gelner, Marta Nieradkiewicz           |
| 29 listopada    | Ostatnie piętro                 | Polska | Tadeusz Król                       | Janusz Chabior, Joanna Orleańska, Barbara Garstka               |
| 26 grudnia      | W ukryciu                       | Polska | Jan Kidawa-Błoński                 | Magdalena Boczarska, Julia Pogrebińska, Krzysztof Stroiński     |

### Filmy zagraniczne

#### Styczeń
| Premiera   | Premiera    | Tytuł filmu                   | Kraj              | Reżyseria                      | Obsada                                                 |
| Światowa   | W Polsce    | Tytuł filmu                   | Kraj              | Reżyseria                      | Obsada                                                 |
| ---------- | ----------- | ----------------------------- | ----------------- | ------------------------------ | ------------------------------------------------------ |
| (2012)     | 4 stycznia  | Cztery słońca                 | /                 | Bohdan Sláma                   | Jaroslav Plesl, Anna Geislerová, Karel Roden           |
| (2011)     | 4 stycznia  | Jackpot                       | Norwegia          | Magnus Martens                 | Kyrre Hellum, Mads Ousdal, Henrik Mestad               |
| 4 stycznia | 4 stycznia  | Piła mechaniczna 3D           | Stany Zjednoczone | John Luessenhop                | Dan Yeager, Alexandra Daddario, Trey Songz             |
| (2012)     | 4 stycznia  | Pokusa                        | Stany Zjednoczone | Lee Daniels                    | Matthew McConaughey, Nicole Kidman, John Cusack        |
| (2012)     | 4 stycznia  | Pragnienie miłości            | /                 | Michel Franco                  | Tessa Ia, Gonzalo Vega Jr., Tamara Yazbek              |
| (2012)     | 4 stycznia  | Strażnicy marzeń              | Stany Zjednoczone | Peter Ramsey                   | Dubbing: Hugh Jackman, Alec Baldwin, Isla Fisher       |
| (2012)     | 11 stycznia | Holy Motors                   | /                 | Leos Carax                     | Denis Lavant, Edith Scob, Eva Mendes                   |
| (2012)     | 11 stycznia | Jack Reacher: Jednym strzałem | Stany Zjednoczone | Christopher McQuarrie          | Tom Cruise, Rosamund Pike, Richard Jenkins             |
| (2012)     | 11 stycznia | Klip                          | Serbia            | Maja Milos                     | Isidora Simijonovic, Vukasin Jasnic, Sanja Mikitisin   |
| (2011)     | 11 stycznia | Manipulacja                   | /                 | Pascal Verdosci                | Klaus Maria Brandauer, Sebastian Koch, Thomas Douglas  |
| (2012)     | 11 stycznia | Prawie jak gladiator          | Włochy            | Iginio Straffi                 | Dubbing: Luca Argentero, Laura Chiatti, Julianne Hough |
| (2012)     | 11 stycznia | Wyszłam za mąż, zaraz wracam  | Francja           | Pascal Chaumeil                | Diane Kruger, Dany Boon, Alice Pol                     |
| (2012)     | 11 stycznia | Życie Pi                      | /                 | Ang Lee                        | Suraj Sharma, Irrfan Khan, Adil Hussain                |
| (2011)     | 18 stycznia | Cezar musi umrzeć             | Włochy            | Paolo Taviani Vittorio Taviani | Cosimo Rega, Salvatore Striano, Giovanni Arcuri        |
| (2012)     | 18 stycznia | Django                        | Stany Zjednoczone | Quentin Tarantino              | Jamie Foxx, Christoph Waltz, Leonardo DiCaprio         |
| (2012)     | 18 stycznia | Ralph Demolka                 | Stany Zjednoczone | Rich Moore                     | Dubbing: John C. Reilly, Jack McBrayer, Jane Lynch     |
| (2012)     | 18 stycznia | Sesje                         | Stany Zjednoczone | Ben Lewin                      | John Hawkes, Helen Hunt, William H. Macy               |
| (2012)     | 25 stycznia | Broken                        | Wielka Brytania   | Rufus Norris                   | Cillian Murphy, Tim Roth, Rory Kinnear                 |
| (2012)     | 25 stycznia | Kolekcjoner                   | Stany Zjednoczone | Marcus Dunstan                 | Josh Stewart, Emma Fitzpatrick, Christopher McDonald   |
| (2012)     | 25 stycznia | Les Misérables. Nędznicy      | Wielka Brytania   | Tom Hooper                     | Hugh Jackman, Russell Crowe, Anne Hathaway             |
| (2012)     | 25 stycznia | Niemożliwe                    | Hiszpania         | Juan Antonio Bayona            | Naomi Watts, Ewan McGregor, Tom Holland                |
| (2010)     | 25 stycznia | Siła kobiet                   | Francja           | JR                             | ----                                                   |

#### Luty
| Premiera    | Premiera  | Tytuł filmu                      | Kraj              | Reżyseria                          | Obsada                                                     |
| Światowa    | W Polsce  | Tytuł filmu                      | Kraj              | Reżyseria                          | Obsada                                                     |
| ----------- | --------- | -------------------------------- | ----------------- | ---------------------------------- | ---------------------------------------------------------- |
| 11 stycznia | 1 lutego  | Gangster Squad. Pogromcy mafii   | Stany Zjednoczone | Ruben Fleischer                    | Sean Penn, Ryan Gosling, Emma Stone, Josh Brolin           |
| (2012)      | 1 lutego  | Lincoln                          | Stany Zjednoczone | Steven Spielberg                   | Daniel Day-Lewis, Sally Field, Tommy Lee Jones             |
| (2011)      | 1 lutego  | Pan Lazhar                       | Kanada            | Philippe Falardeau                 | Mohamed Fellag, Sophie Nélisse, Émilien Néron              |
| (2012)      | 1 lutego  | Wesele w Sorrento                | /                 | Susanne Bier                       | Pierce Brosnan, Kim Bodnia, Trine Dyrholm                  |
| (2012)      | 1 lutego  | Zambezia                         | Południowa Afryka | Wayne Thornley                     | Dubbing: Leonard Nimoy, Jeremy Suarez, Abigail Breslin     |
| 25 stycznia | 8 lutego  | Hansel i Gretel: Łowcy czarownic | /                 | Tommy Wirkola                      | Jeremy Renner, Gemma Arterton, Peter Stormare              |
| 25 stycznia | 8 lutego  | Movie 43                         | Stany Zjednoczone | Bob Odenkirk Elizabeth Banks i in. | Emma Stone, Stephen Merchant, Richard Gere                 |
| (2012)      | 8 lutego  | Poradnik pozytywnego myślenia    | Stany Zjednoczone | David O. Russell                   | Bradley Cooper, Jennifer Lawrence, Robert De Niro          |
| (2012)      | 8 lutego  | Post Tenebras Lux                | /                 | Carlos Reygadas                    | Adolfo Jiménez Castro, Nathalia Acevedo, Willebaldo Torres |
| 11 stycznia | 8 lutego  | Rust and Bone                    | /                 | Jacques Audiard                    | Marion Cotillard, Matthias Schoenaerts, Armand Verdure     |
| (2012)      | 8 lutego  | Wróg numer jeden                 | Stany Zjednoczone | Kathryn Bigelow                    | Jessica Chastain, Joel Edgerton, Chris Pratt               |
| 14 lutego   | 13 lutego | Piękne istoty                    | Stany Zjednoczone | Richard LaGravenese                | Alice Englert, Viola Davis, Emma Thompson                  |
| (2012)      | 14 lutego | Szklana pułapka 5                | Stany Zjednoczone | John Moore                         | Bruce Willis, Jai Courtney, Sebastian Koch                 |
| (2011)      | 15 lutego | Zamieszkajmy razem               | /                 | Stéphane Robelin                   | Guy Bedos, Daniel Brühl, Geraldine Chaplin                 |
| (2011)      | 22 lutego | Kwiaty wojny                     |                   | Zhang Yimou                        | Christian Bale, Ni Ni, Zhang Xinyi                         |
| 16 stycznia | 22 lutego | Mama                             | /                 | Andrés Muschietti                  | Jessica Chastain, Nikolaj Coster-Waldau, Megan Charpentier |
| (2012)      | 22 lutego | Lot                              | Stany Zjednoczone | Robert Zemeckis                    | Denzel Washington, Nadine Velazquez, Don Cheadle           |
| (2012)      | 22 lutego | Promised Land                    | Stany Zjednoczone | Gus Van Sant                       | Matt Damon, Frances McDormand, John Krasinski              |
| (2012)      | 22 lutego | Sugar Man                        | /                 | Malik Bendjelloul                  | ----                                                       |
| (2012)      | 22 lutego | Turyści                          | Wielka Brytania   | Ben Wheatley                       | Alice Lowe, Steve Oram, Eileen Davies                      |

#### Marzec
| Premiera    | Premiera | Tytuł filmu                 | Kraj              | Reżyseria             | Obsada                                              |
| Światowa    | W Polsce | Tytuł filmu                 | Kraj              | Reżyseria             | Obsada                                              |
| ----------- | -------- | --------------------------- | ----------------- | --------------------- | --------------------------------------------------- |
| 8 lutego    | 1 marca  | Daję nam rok                | Wielka Brytania   | Dan Mazer             | Rose Byrne, Anna Faris, Simon Baker                 |
| (2012)      | 1 marca  | Hitchcock                   | Stany Zjednoczone | Sacha Gervasi         | Anthony Hopkins, Helen Mirren, Scarlett Johansson   |
| (2012)      | 1 marca  | Porwanie                    | Dania             | Tobias Lindholm       | Pilou Asbæk, Søren Malling, Dar Salim               |
| (2012)      | 1 marca  | Tabu                        | /                 | Miguel Gomes          | Teresa Madruga, Laura Soveral, Ana Moreira          |
| (2012)      | 1 marca  | Weekend z królem            | Wielka Brytania   | Roger Michell         | Bill Murray, Laura Linney, Olivia Williams          |
| 1 lutego    | 1 marca  | Wiecznie żywy               | Stany Zjednoczone | Jonathan Levine       | Nicholas Hoult, Teresa Palmer, John Malkovich       |
| (2012)      | 1 marca  | Za wzgórzami                | /                 | Cristian Mungiu       | Cosmina Stratan, Cristina Flutur, Valeriu Andriuta  |
| (2012)      | 8 marca  | Mama i ja                   | Stany Zjednoczone | Anne Fletcher         | Barbra Streisand, Seth Rogen, Julene Renee-Preciado |
| 1 marca     | 8 marca  | nieletni/pełnoletni         | Stany Zjednoczone | Jon Lucas Scott Moore | Miles Teller, Justin Chon, Jonathan Keltz           |
| 14 lutego   | 8 marca  | Oz: Wielki i potężny        | Stany Zjednoczone | Sam Raimi             | James Franco, Michelle Williams, Rachel Weisz       |
| (2012)      | 8 marca  | Trener bardzo osobisty      | Stany Zjednoczone | Gabriele Muccino      | Gerard Butler, Jessica Biel, Dennis Quaid           |
| (2011)      | 8 marca  | Triszna. Pragnienie miłości | Wielka Brytania   | Michael Winterbottom  | Freida Pinto, Riz Ahmed, Meeta Vashisht             |
| 1 marca     | 15 marca | Jack pogromca olbrzymów     | Stany Zjednoczone | Bryan Singer          | Nicholas Hoult, Stanley Tucci, Ewan McGregor        |
| (2012)      | 15 marca | Polowanie                   | Dania             | Thomas Vinterberg     | Mads Mikkelsen, Thomas Bo Larsen, Annika Wedderkopp |
| (2012)      | 15 marca | Sąsiedzkie dźwięki          | Brazylia          | Kleber Mendonça Filho | Irma Brown, Sebastião Formiga, Gustavo Jahn         |
| (2011)      | 15 marca | Violeta poszła do nieba     | /                 | Andrés Wood           | Francisca Gavilán, Thomas Durand, Christian Quevedo |
| 18 stycznia | 15 marca | Władza                      | Stany Zjednoczone | Allan Hughes          | Mark Wahlberg, Russell Crowe, Catherine Zeta-Jones  |
| 8 lutego    | 15 marca | Złodziej tożsamości         | Stany Zjednoczone | Seth Green            | Jason Bateman, Melissa McCarthy, John Cho           |
| (2011)      | 15 marca | Żyła sobie baba             | Rosja             | Andriej Smirnow       | Daria Jekamasowa, Nina Rusłanowa, Władisław Abaszyn |
| 1 marca     | 22 marca | Ostatni egzorcyzm, część II | Stany Zjednoczone | Ed Gass-Donnelly      | Ashley Bell, Julia Garner, Spencer Treat Clark      |
| (2012)      | 22 marca | Wspaniała                   | Francja           | Régis Roinsard        | Romain Duris, Déborah François, Bérénice Bejo       |

#### Kwiecień
| Premiera    | Premiera    | Tytuł filmu                 | Kraj              | Reżyseria                             | Obsada                                                        |
| Światowa    | W Polsce    | Tytuł filmu                 | Kraj              | Reżyseria                             | Obsada                                                        |
| ----------- | ----------- | --------------------------- | ----------------- | ------------------------------------- | ------------------------------------------------------------- |
| (2012)      | 5 kwietnia  | Cristiada                   | Meksyk            | Dean Wright                           | Andy García, Oscar Isaac, Catalina Sandino Moreno             |
| 29 marca    | 5 kwietnia  | Intruz                      | Stany Zjednoczone | Andrew Niccol                         | Saoirse Ronan, Max Irons, Jake Abel                           |
| 22 marca    | 5 kwietnia  | Krudowie                    | Stany Zjednoczone | Kirk De Micco Chris Sanders           | Dubbing: Nicolas Cage, Ryan Reynolds, Emma Stone              |
| 5 kwietnia  | 5 kwietnia  | Martwe zło                  | Stany Zjednoczone | Fede Alvarez                          | Jane Levy, Shiloh Fernandez, Jessica Lucas                    |
| (2012)      | 5 kwietnia  | Raj: wiara                  | /                 | Ulrich Seidl                          | Maria Hofstätter, Nabil Saleh, Natalya Baranova               |
| (2012)      | 5 kwietnia  | Spring Breakers             | Stany Zjednoczone | Harmony Korine                        | Vanessa Hudgens, Selena Gomez, Ashley Benson                  |
| (2012)      | 5 kwietnia  | Święta czwórca              | Czechy            | Jan Hřebejk                           | Jenovéfa Boková, Gregor Buaer, Hynek Cermák                   |
| (2012)      | 5 kwietnia  | Wszyscy w naszej rodzinie   | /                 | Radu Jude                             | Șerban Pavlu, Sofia Nicolaescu, Gabriel Spahiu, Mihaela Sîrbu |
| (2012)      | 12 kwietnia | Dom na kółkach              | /                 | François Pirot                        | Arthur Dupont, Guillaume Gouix, Jean-Paul Bonnaire            |
| 28 marca    | 12 kwietnia | G.I. Joe: Odwet             | Stany Zjednoczone | Jon Chu                               | Dwayne Johnson, Byung-hun Lee, Adrianne Palicki, Bruce Willis |
| (2012)      | 12 kwietnia | Kwartet                     | Wielka Brytania   | Dustin Hoffman                        | Maggie Smith, Tom Courtenay, Billy Connolly                   |
| (2012)      | 12 kwietnia | Nieobliczalni               | Francja           | David Charhon                         | Omar Sy, Laurent Lafitte, Sabrina Ouazani                     |
| (2012)      | 12 kwietnia | Samotny port – miłość       | Finlandia         | Aku Louhimies                         | Alma Pöysti, Aino Louhimies, Sean Pertwee                     |
| 14 kwietnia | 14 kwietnia | BoOzy’ OS i Cristal Klejnot | Francja           | J.K. Arsyn                            | J.K. Arsyn, Georges Colazzo                                   |
| (2012)      | 19 kwietnia | 7 dni w Hawanie             | /                 | Laurent Cantet Benicio del Toro i in. | Josh Hutcherson, Daniel Brühl, Emir Kusturica                 |
| (2012)      | 19 kwietnia | Hemel                       | /                 | Sacha Polak                           | Hannah Hoekstra, Hans Dagelet, Rifka Lodeizen                 |
| 19 kwietnia | 19 kwietnia | Niepamięć                   | Stany Zjednoczone | Joseph Kosinski                       | Tom Cruise, Morgan Freeman, Olga Kurylenko                    |
| 8 lutego    | 19 kwietnia | Panaceum                    | Stany Zjednoczone | Steven Soderbergh                     | Rooney Mara, Channing Tatum, Jude Law                         |
| 12 kwietnia | 19 kwietnia | Straszny film 5             | Stany Zjednoczone | Malcolm D. Lee                        | Ashley Tisdale, Simon Rex, Charlie Sheen                      |
| (2012)      | 19 kwietnia | Zanim noc nas nie rozdzieli | Rosja             | Boris Chlebnikow                      | Wasilij Barchatow, Aliona Dolieckaja, Daria Jekamasowa        |
| (2012)      | 26 kwietnia | Droga do Hiszpanii          | /                 | Anja Salomonowitz                     | Tatjana Alexander, Cornelius Obonya, Grégoire Colin           |
| (1993)      | 26 kwietnia | Park Jurajski               | Stany Zjednoczone | Steven Spielberg                      | Sam Neill, Laura Dern, Jeff Goldblum                          |
| 22 marca    | 26 kwietnia | Olimp w ogniu               | Stany Zjednoczone | Antoine Fuqua                         | Gerard Butler, Aaron Eckhart, Morgan Freeman                  |
| (2012)      | 26 kwietnia | Reality                     | /                 | Matteo Garrone                        | Aniello Arena, Loredana Simioli, Nando Paone                  |

#### Maj
| Premiera  | Premiera | Tytuł filmu                       | Kraj              | Reżyseria                  | Obsada                                                    |
| Światowa  | W Polsce | Tytuł filmu                       | Kraj              | Reżyseria                  | Obsada                                                    |
| --------- | -------- | --------------------------------- | ----------------- | -------------------------- | --------------------------------------------------------- |
| 3 maja    | 9 maja   | Iron Man 3                        | Stany Zjednoczone | Shane Black                | Robert Downey Jr., Gwyneth Paltrow, Ben Kingsley          |
| (2011)    | 10 maja  | Madryt 1987                       | Hiszpania         | David Trueba               | José Sacristán, María Valverde, Ramon Fontserè            |
| (2012)    | 10 maja  | Mambo, Lula i piraci              | Dania             | Jan Rahbek                 | Dubbing: Toke Lars Bjarke, Mille Lehfeldt, Jess Ingerslev |
| (2012)    | 10 maja  | Od czwartku do niedzieli          | /                 | Dominga Sotomayor Castillo | Santi Ahumada, Emiliano Freifeld, Paola Giannini          |
| 8 marca   | 10 maja  | Przelotni kochankowie             | Hiszpania         | Pedro Almodóvar            | Javier Cámara, Pepa Charro, Lola Dueñas                   |
| 1 marca   | 10 maja  | Stoker                            | /                 | Park Chan-wook             | Mia Wasikowska, Nicole Kidman, Matthew Goode              |
| (2012)    | 17 maja  | 28 pokoi hotelowych               | Stany Zjednoczone | Matt Ross                  | Marin Ireland, Chris Messina, Robert Deamer               |
| (2012)    | 17 maja  | Dla Ellen                         | Stany Zjednoczone | So Yong Kim                | Paul Dano, Jon Heder, Margarita Levieva                   |
| (2012)    | 17 maja  | Hipnotyzer                        | Szwecja           | Lasse Hallström            | Tobias Zilliacus, Mikael Persbrandt, Lena Olin            |
| (2011)    | 17 maja  | Pocałuj mnie                      | Szwecja           | Alexandra-Therese Keining  | Ruth Vega Fernandez, Liv Mjönes, Krister Henriksson       |
| 1 marca   | 17 maja  | Wielki Gatsby                     | /                 | Baz Luhrmann               | Leonardo DiCaprio, Carey Mulligan, Joel Edgerton          |
| (2012)    | 24 maja  | Drugie oblicze                    | Stany Zjednoczone | Derek Ciafrance            | Ryan Gosling, Eva Mendes, Bradley Cooper                  |
| (2011)    | 24 maja  | Po drugiej stronie snu            | /                 | Rebecca Daly               | Antonia Campbell-Hughes, Sam Keeley, Olwen Fouere         |
| 22 maja   | 24 maja  | Szybcy i wściekli 6               | Stany Zjednoczone | Justin Lin                 | Vin Diesel, Paul Walker, Dwayne Johnson                   |
| 24 maja   | 24 maja  | Tajemnica zielonego królestwa     | Stany Zjednoczone | Chris Wedge                | Dubbing: Colin Farrell, Josh Hutcherson, Beyoncé Knowles  |
| (2012)    | 24 maja  | We mgle                           | Rosja             | Siergiej Łoznica           | Władimir Swirski, Władisław Abaszyn, Siergiej Koliesow    |
| (2012)    | 24 maja  | Zaślepiona                        | Wielka Brytania   | Katarzyna Klimkiewicz      | Helen McCrory, Kenneth Cranham, Lorcan Cranitch           |
| 17 lutego | 31 maja  | Michael Haneke. Zawód: reżyser    | /                 | Yves Montmayeur            |                                                           |
| 26 maja   | 31 maja  | Prawdziwa historia króla skandali | /                 | Michael Winterbottom       | Steve Coogan, Imogen Poots, Anna Friel                    |
| (2012)    | 31 maja  | Uciekinier                        | Stany Zjednoczone | Jeff Nichols               | Matthew McConaughey, Tye Sheridan, Jacob Lofland          |
| 16 maja   | 31 maja  | W ciemność. Star Trek             | Stany Zjednoczone | J.J. Abrams                | Chris Pine, Zachary Quinto, Benedict Cumberbatch          |

#### Czerwiec
| Premiera    | Premiera   | Tytuł filmu                              | Kraj              | Reżyseria                                  | Obsada                                                                |
| Światowa    | W Polsce   | Tytuł filmu                              | Kraj              | Reżyseria                                  | Obsada                                                                |
| ----------- | ---------- | ---------------------------------------- | ----------------- | ------------------------------------------ | --------------------------------------------------------------------- |
| (2012)      | 7 czerwca  | Dziewczyna w trampkach                   | /                 | Haifaa al-Mansour                          | Reem Abdullah, Waad Mohammed, Abdullrahman Al Gohani                  |
| 23 maja     | 7 czerwca  | Kac Vegas III                            | Stany Zjednoczone | Todd Phillips                              | Bradley Cooper, Ed Helms, Zach Galifianakis                           |
| (2012)      | 7 czerwca  | Kraul                                    | Francja           | Hervè Lasgouttes                           | Swann Arlaud, Anne Marivin, Nina Meurisse                             |
| 7 czerwca   | 7 czerwca  | Noc oczyszczenia                         | /                 | James DeMonaco                             | Ethan Hawke, Lena Headey, Max Burkholder                              |
| (2012)      | 7 czerwca  | Taka piękna katastrofa                   | Stany Zjednoczone | Todd Berger                                | David Cross, Rachel Boston, Kevin M. Brennan                          |
| (2012)      | 7 czerwca  | Wielkie nadzieje                         | /                 | Mike Newell                                | Jeremy Irvine, Holliday Grainger, Helena Bonham Carter, Ralph Fiennes |
| (2012)      | 7 czerwca  | Żądza bankiera                           | Francja           | Costa-Gavras                               | Gad Elmaleh, Gabriel Byrne, Natacha Régnier                           |
| 31 maja     | 14 czerwca | 1000 lat po Ziemi                        | /                 | M. Night Shyamalan                         | Will Smith, Jaden Smith, Isabelle Fuhrman                             |
| (2011)      | 14 czerwca | Parada                                   | /                 | Srđan Dragojević                           | Nikola Kojo, Milos Samolov, Hristina Popovic                          |
| (2012)      | 14 czerwca | Tedi i poszukiwacze zaginionego miasta   | Hiszpania         | Enrique Gato                               | Dubbing: Meritxell Ané, Óscar Barberán, Belinda                       |
| 27 marca    | 14 czerwca | Trans                                    | Wielka Brytania   | Danny Boyle                                | James McAvoy, Vincent Cassel, Rosario Dawson                          |
| 22 maja     | 14 czerwca | Tylko Bóg wybacza                        | /                 | Nicolas Winding Refn                       | Ryan Gosling, Kristin Scott Thomas, Yayaying Rhatha Phongam           |
| 16 maja     | 21 czerwca | Bling Ring                               | /                 | Sofia Coppola                              | Katie Chang, Israel Broussard, Emma Watson                            |
| 10 czerwca  | 21 czerwca | Człowiek ze stali                        | /                 | Zack Snyder                                | Henry Cavill, Amy Adams, Michael Shannon                              |
| (2012)      | 21 czerwca | Dom na weekend                           | Niemcy            | Hans-Christian Schmid                      | Lars Eidinger, Egon Merten, Eva Meckbach                              |
| 18 stycznia | 21 czerwca | Idealne matki                            | /                 | Anne Fontaine                              | Naomi Watts, Robin Wright, Xavier Samuel                              |
| (2012)      | 21 czerwca | Koniec czasu. Wszystko zaczyna się teraz | /                 | Peter Mettler                              | ----                                                                  |
| 7 czerwca   | 21 czerwca | Stażyści                                 | Stany Zjednoczone | Shawn Levy                                 | Vince Vaughn, Owen Wilson, Rose Byrne                                 |
| (1931)      | 21 czerwca | Światła wielkiego miasta                 | Stany Zjednoczone | Charlie Chaplin                            | Virginia Cherrill, Florence Lee, Harry Myers                          |
| (2011)      | 21 czerwca | Thor ratuje przyjaciół                   | /                 | Óskar Jónasson Toby Genkel Gunnar Karlsson | Dubbing: Justin Gregg, Paul Tylak, Nicola Coughlan                    |
| (2012)      | 21 czerwca | W cieniu                                 | Czechy            | David Ondříček                             | Ivan Trojan, Sebastian Koch, Sona Norisová                            |
| (2010)      | 28 czerwca | 18 spotkań przy stole                    | /                 | Jorge Coira                                | Luis Tosar, Federico Pérez Rey, Víctor Fábregas                       |
| 31 maja     | 28 czerwca | Iluzja                                   | /                 | Louis Leterrier                            | Jesse Eisenberg, Mark Ruffalo, Woody Harrelson                        |
| (2012)      | 28 czerwca | Mój przyjaciel wróg                      | /                 | Eran Riklis                                | Stephen Dorff, Abdallah El Akal, Ali Suliman                          |
| 14 czerwca  | 28 czerwca | Przed północą                            | Stany Zjednoczone | Richard Linklater                          | Ethan Hawke, Julie Delpy, Seamus Davey-Fitzpatrick                    |
| (2012)      | 28 czerwca | Reżyseria: Woody Allen                   | Stany Zjednoczone | Robert B. Weide                            | ----                                                                  |
| 28 czerwca  | 28 czerwca | Świat w płomieniach                      | Stany Zjednoczone | Roland Emmerich                            | Channing Tatum, Jamie Foxx, Maggie Gyllenhaal                         |
| (2012)      | 28 czerwca | Viramundo                                | /                 | Pierre-Yves Borgeaud                       | ----                                                                  |

#### Lipiec
| Premiera    | Premiera | Tytuł filmu            | Kraj              | Reżyseria                  | Obsada                                                    |
| Światowa    | W Polsce | Tytuł filmu            | Kraj              | Reżyseria                  | Obsada                                                    |
| ----------- | -------- | ---------------------- | ----------------- | -------------------------- | --------------------------------------------------------- |
| 21 czerwca  | 3 lipca  | Niebieski parasol      | Stany Zjednoczone | Saschka Unseld             | ----                                                      |
| 18 czerwca  | 3 lipca  | Uniwersytet potworny   | Stany Zjednoczone | Dan Scanlon                | Dubbing: Billy Crystal, John Goodman, Steve Buscemi       |
| 24 kwietnia | 5 lipca  | Dziewczyna z lilią     | /                 | Michel Gondry              | Romain Duris, Audrey Tautou, Gad Elmaleh                  |
| (1936)      | 5 lipca  | Dzisiejsze czasy       | Stany Zjednoczone | Charlie Chaplin            | Charles Chaplin, Paulette Goddard, Henry Bergman          |
| (2012)      | 5 lipca  | Kto cię uczył jeździć? | /                 | Andrea Thiele              | ----                                                      |
| (2012)      | 5 lipca  | World War Z            | /                 | Marc Forster               | Brad Pitt, Mireille Enos, Daniella Kertesz                |
| (2012)      | 12 lipca | Lore                   | /                 | Cate Shortland             | Saskia Rosendahl, Nele Trebs, Ursina Lardi                |
| 3 lipca     | 12 lipca | Minionki rozrabiają    | Stany Zjednoczone | Pierre Coffin Chris Renaud | Dubbing: Steve Carell, Kristen Wiig, Benjamin Bratt       |
| 12 lipca    | 12 lipca | Pacific Rim            | Stany Zjednoczone | Guillermo del Toro         | Charlie Hunnam, Idris Elba, Rinko Kikuchi                 |
| 26 kwietnia | 12 lipca | Wielkie wesele         | Stany Zjednoczone | Justin Zackman             | Robert De Niro, Katherine Heigl, Diane Keaton             |
| (2012)      | 12 lipca | Wypełnić pustkę        | Izrael            | Rama Burshtein             | Hadas Jaron, Yiftach Klein, Irit Sheleg                   |
| (2012)      | 19 lipca | Frances Ha             | Stany Zjednoczone | Noah Baumbach              | Greta Gerwig, Mickey Sumner, Adam Driver                  |
| 28 czerwca  | 19 lipca | Gorący towar           | Stany Zjednoczone | Paul Feig                  | Sandra Bullock, Melissa McCarthy, Demián Bichir           |
| 3 lipca     | 19 lipca | Jeździec znikąd        | Stany Zjednoczone | Gore Verbinski             | Johnny Depp, Armie Hammer, William Fichtner               |
| 3 kwietnia  | 19 lipca | Perfekcjonista         | Francja           | Philippe Godeau            | François Cluzet, Bouli Lanners, Corinne Masiero           |
| (2012)      | 19 lipca | Russendisko            | Niemcy            | Oliver Ziegenbalg          | Matthias Schweighöfer, Friedrich Mücke, Christian Friedel |
| 6 marca     | 26 lipca | Książę nie z tej bajki | Francja           | Agnès Jaoui                | Agathe Bonitzer, Agnès Jaoui, Arthur Dupont               |
| 19 lipca    | 26 lipca | Obecność               | Stany Zjednoczone | James Wan                  | Vera Farmiga, Patrick Wilson, Lili Taylor                 |
| 19 lipca    | 26 lipca | RED 2                  | /                 | Dean Parisot               | Bruce Willis, John Malkovich, Helen Mirren                |
| 26 lipca    | 26 lipca | Wolverine              | /                 | James Mangold              | Hugh Jackman, Tao Okamoto, Rila Fukushima                 |

#### Sierpień
| Premiera    | Premiera    | Tytuł filmu                   | Kraj              | Reżyseria                       | Obsada                                                             |
| Światowa    | W Polsce    | Tytuł filmu                   | Kraj              | Reżyseria                       | Obsada                                                             |
| ----------- | ----------- | ----------------------------- | ----------------- | ------------------------------- | ------------------------------------------------------------------ |
| (2012)      | 2 sierpnia  | Byzantium                     | /                 | Neil Jordan                     | Saoirse Ronan, Gemma Arterton, Caleb Landry Jones                  |
| 1 stycznia  | 2 sierpnia  | Koneser                       | Włochy            | Giuseppe Tornatore              | Geoffrey Rush, Jim Sturgess, Sylvia Hoeks                          |
| 31 lipca    | 2 sierpnia  | Smerfy 2                      | /                 | Raja Gosnell                    | Hank Azaria, Neil Patrick Harris, Jayma Mays                       |
| (2012)      | 9 sierpnia  | Anomalia                      | /                 | Peter Brosens Jessica Woodworth | Aurélia Poirier, Django Schrevens, Sam Louwyck                     |
| 26 lipca    | 9 sierpnia  | Do zaliczenia                 | Stany Zjednoczone | Maggie Carey                    | Aubrey Plaza, Johnny Simmons, Bill Hader                           |
| 12 lipca    | 9 sierpnia  | Jeszcze większe dzieci        | Stany Zjednoczone | Dennis Dugan                    | Adam Sandler, Kevin James, Chris Rock                              |
| 6 marca     | 9 sierpnia  | Miłość po francusku           | Francja           | David Moreau                    | Virginie Efira, Pierre Niney, Charles Berling                      |
| (2012)      | 9 sierpnia  | Prywatny wszechświat          | Czechy            | Helena Třeštíková               | -----                                                              |
| 19 lipca    | 9 sierpnia  | R.I.P.D. Agenci z zaświatów   | Stany Zjednoczone | Robert Schwentke                | Jeff Bridges, Ryan Reynolds, Kevin Bacon                           |
| (2012)      | 9 sierpnia  | Sklep dla samobójców          | /                 | Patrice Leconte                 | Dubbing: Bernard Alane, Isabelle Spade, Kacey Mottet Klein         |
| (2012)      | 9 sierpnia  | Śnieżka                       | /                 | Pablo Berger                    | Maribel Verdú, Daniel Giménez Cacho, Ángela Molina                 |
| (2012)      | 9 sierpnia  | Wszyscy mężczyźni Weroniki    | /                 | Marcelo Gomez                   | Hermila Guedes, João Miguel, Maeve Jinkings                        |
| 3 sierpnia  | 15 sierpnia | Millerowie                    | Stany Zjednoczone | Rawson Marshall Thurber         | Jason Sudeikis, Jennifer Aniston, Emma Roberts                     |
| 5 sierpnia  | 15 sierpnia | Samoloty                      | Stany Zjednoczone | Klay Hall                       | Dubbing: Carlos Alazraqui, Dane Cook, Stacy Keach                  |
| 9 sierpnia  | 16 sierpnia | Elizjum                       | /                 | Neill Blomkamp                  | Matt Damon, Jodie Foster, Sharlto Copley                           |
| (2010)      | 16 sierpnia | Maryja, matka Jezusa          | Włochy            | Guido Chiesa                    | Nadia Khlifi, Rabeb Srairi, Mustapha Benstiti                      |
| 7 sierpnia  | 16 sierpnia | Percy Jackson: Morze potworów | Stany Zjednoczone | Thor Freudenthal                | Logan Lerman, Alexandra Daddario, Brandon T. Jackson               |
| 12 sierpnia | 21 sierpnia | Dary anioła: Miasto kości     | /                 | Harald Zwart                    | Lily Collins, Jamie Campbell Bower, Robert Sheehan                 |
| 23 sierpnia | 23 sierpnia | Blue Jasmine                  | Stany Zjednoczone | Woody Allen                     | Cate Blanchett, Alec Baldwin, Peter Sarsgaard                      |
| (2012)      | 23 sierpnia | Granice bólu                  | /                 | Juan Carlos Medina              | Àlex Brendemühl, Tómas Lemarquis, Ilias Stothart                   |
| 16 sierpnia | 23 sierpnia | Kick-Ass 2                    | /                 | Jeff Wadlow                     | Aaron Taylor-Johnson, Chloë Grace Moretz, Christopher Mintz-Plasse |
| (2012)      | 23 sierpnia | Meteora                       | /                 | Spiros Stathoulopoulos          | Theo Alexander, Tamila Koulieva-Karantinaki                        |
| 16 sierpnia | 30 sierpnia | Jobs                          | Stany Zjednoczone | Joshua Michael Stern            | Ashton Kutcher, Dermot Mulroney, Josh Gad                          |
| 31 maja     | 30 sierpnia | Królowie lata                 | Stany Zjednoczone | Jordan Vogt-Roberts             | Nick Robinson, Gabriel Basso, Moises Arias                         |
| 30 sierpnia | 30 sierpnia | One Direction: This Is Us     | Stany Zjednoczone | Morgan Spurlock                 | ----                                                               |
| 26 kwietnia | 30 sierpnia | Sztanga i cash                | Stany Zjednoczone | Michael Bay                     | Mark Wahlberg, Dwayne Johnson, Anthony Mackie                      |
| (2012)      | 30 sierpnia | Szybki cash 2                 | Szwecja           | Babak Najafi                    | Joel Kinnaman, Matias Varela, Dragomir Mrsic                       |
| (2012)      | 30 sierpnia | W kręgu miłości               | Belgia            | Felix Van Groeningen            | Veerle Baetens, Johan Heldenbergh, Nell Cattrysse                  |

#### Wrzesień
| Premiera    | Premiera    | Tytuł filmu                  | Kraj              | Reżyseria                | Obsada                                              |
| Światowa    | W Polsce    | Tytuł filmu                  | Kraj              | Reżyseria                | Obsada                                              |
| ----------- | ----------- | ---------------------------- | ----------------- | ------------------------ | --------------------------------------------------- |
| (2012)      | 6 września  | Lada dzień                   | Stany Zjednoczone | Travis Fine              | Alan Cumming, Garret Dillahunt, Isaac Leyva         |
| (2011)      | 6 września  | Następny jesteś ty           | Stany Zjednoczone | Adam Wingard             | Sharni Vinson, Joe Swanberg, AJ Bowen               |
| 17 maja     | 6 września  | Przeszłość                   | /                 | Asghar Farhadi           | Bérénice Bejo, Tahar Rahim, Ali Mosaffa             |
| 6 września  | 6 września  | Riddick                      | /                 | David N. Twohy           | Vin Diesel, Karl Urban, Katee Sackhoff              |
| 8 lutego    | 6 września  | Siła przyciągania            | Niemcy            | Stephan Lacant           | Hanno Koffler, Max Riemelt, Attila Borlan           |
| (2012)      | 6 września  | Więcej niż miód              | /                 | Markus Imhoof            | ----                                                |
| 16 sierpnia | 13 września | Paranoja                     | /                 | Robert Luketic           | Liam Hemsworth, Gary Oldman, Harrison Ford          |
| (2011)      | 13 września | Sekret afrykańskiego dziecka | Francja           | Christine François       | Audrey Dana, Robinson Stévenin, Élie Lucas Moussoko |
| 10 czerwca  | 13 września | To już jest koniec           | Stany Zjednoczone | Evan Goldberg Seth Rogen | James Franco, Jonah Hill, Seth Rogen                |
| 4 września  | 20 września | Czas na miłość               | Wielka Brytania   | Richard Curtis           | Domhnall Gleeson, Rachel McAdams, Bill Nighy        |
| 5 września  | 20 września | Diana                        | /                 | Oliver Hirschbiegel      | Naomi Watts, Naveen Andrews, Douglas Hodge          |
| 13 września | 20 września | Naznaczony: rozdział 2       | Stany Zjednoczone | James Wan                | Patrick Wilson, Rose Byrne, Barbara Hershey         |
| (2012)      | 20 września | Pinokio                      | /                 | Enzo D’Alò               | Dubbing: Rocco Papaleo, Paolo Ruffini               |
| 8 lutego    | 20 września | Raj: nadzieja                | /                 | Ulrich Seidl             | Melanie Lenz, Verena Lehbauer, Joseph Lorenz        |
| 30 czerwca  | 27 września | Agenci                       | Stany Zjednoczone | Baltasar Kormákur        | Denzel Washington, Mark Wahlberg, Paula Patton      |
| 26 lipca    | 27 września | Najlepsze najgorsze wakacje  | Stany Zjednoczone | Nat Faxon Jim Rash       | Steve Carell, Toni Collette, Allison Janney         |
| 17 lipca    | 27 września | Turbo                        | Stany Zjednoczone | David Soren              | Dubbing: Ryan Reynolds, Paul Giamatti, Maya Rudolph |
| (2010)      | 27 września | Vincent chce nad morze       | Niemcy            | Ralf Huetter             | Florian David Fitz, Karoline Herfurth, Heino Ferch  |

#### Październik
| Premiera        | Premiera        | Tytuł filmu                         | Kraj              | Reżyseria               | Obsada                                                |
| Światowa        | W Polsce        | Tytuł filmu                         | Kraj              | Reżyseria               | Obsada                                                |
| --------------- | --------------- | ----------------------------------- | ----------------- | ----------------------- | ----------------------------------------------------- |
| (2012)          | 4 października  | Droga na północ                     | Finlandia         | Mika Kaurismäki         | Vesa-Matti Loiri, Samuli Edelmann, Peter Franzén      |
| 20 września     | 4 października  | Labirynt                            | Stany Zjednoczone | Denis Villeneuve        | Hugh Jackman, Jake Gyllenhaal, Viola Davis            |
| (2012)          | 4 października  | Legenda Kaspara Hausera             | /                 | Davide Manuli           | Vincent Gallo, Claudia Gerini, Elisa Sednaoui         |
| 27 września     | 4 października  | Metallica: Through the Never        | Stany Zjednoczone | Nimród Antal            | Dane DeHaan, Metallica                                |
| (2012)          | 4 października  | The Story of Film – Odyseja filmowa | Wielka Brytania   | Mark Cousins            | ----                                                  |
| 28 sierpnia     | 11 października | Grawitacja                          | /                 | Alfonso Cuarón          | Sandra Bullock, George Clooney                        |
| 27 września     | 11 października | Klopsiki kontratakują               | Stany Zjednoczone | Cody Cameron Kris Pearn | Dubbing: Bill Hader, Anna Faris, Will Forte           |
| 7 września      | 11 października | Kumba                               | Południowa Afryka | Anthony Silverston      | Dubbing: Jake T. Austin, Liam Neeson, Steve Buscemi   |
| (2012)          | 11 października | W ciemno                            | /                 | Michael Meyer           | Nicholas Jacob, Michael Aloni, Jamil Khoury           |
| (2012)          | 11 października | Wieczni chłopcy                     | Francja           | Anthony Marciano        | Alain Chabat, Max Boublil, Sandrine Kiberlain         |
| (2012)          | 15 października | Boska interwencja                   | Australia         | Sarah-Jane Woulahan     | Justin Hosking, Eliza Wishart, Christopher Brown      |
| 7 października  | 18 października | Carrie                              | Stany Zjednoczone | Kimberly Peirce         | Chloë Grace Moretz, Julianne Moore, Gabriella Wilde   |
| (1928)          | 18 października | Cyrk                                | Stany Zjednoczone | Charles Chaplin         | Charles Chaplin, Merna Kennedy, Al Ernest Garcia      |
| 19 września     | 18 października | Maczeta zabija                      | Stany Zjednoczone | Robert Rodriguez        | Danny Trejo, Alexa Vega, Mel Gibson                   |
| 18 września     | 18 października | Ślepy traf                          | Stany Zjednoczone | Brad Furman             | Ben Affleck, Justin Timberlake, Gemma Arterton        |
| (2012)          | 18 października | Z miłości do...                     | /                 | Paul Andrew Williams    | Terence Stamp, Gemma Arterton, Christopher Eccleston  |
| 23 maja         | 18 października | Życie Adeli – rozdział 1 i 2        | Francja           | Abdellatif Kechiche     | Léa Seydoux, Adèle Exarchopoulos, Salim Kechiouche    |
| 20 września     | 25 października | Bitwa roku                          | Stany Zjednoczone | Benson Lee              | Josh Holloway, Laz Alonso, Josh Peck                  |
| (2012)          | 25 października | Dwa życia                           | /                 | Georg Mass              | Juliane Köhler, Liv Ullmann, Sven Nordin              |
| 18 października | 25 października | Istnienie                           | /                 | Vincenzo Natali         | Abigail Breslin, Samantha Weinstein, Stephen McHattie |
| (2012)          | 25 października | Nie zapomnij mnie                   | Niemcy            | David Sieveking         | ----                                                  |
| 18 października | 25 października | Piąta władza                        | /                 | Bill Condon             | Benedict Cumberbatch, Daniel Brühl, Carice van Houten |
| 23 maja         | 31 października | Gra Endera                          | Stany Zjednoczone | Gavin Hood              | Asa Butterfield, Hailee Steinfeld, Harrison Ford      |

#### Listopad
| Premiera        | Premiera     | Tytuł filmu                           | Kraj              | Reżyseria                     | Obsada                                                       |
| Światowa        | W Polsce     | Tytuł filmu                           | Kraj              | Reżyseria                     | Obsada                                                       |
| --------------- | ------------ | ------------------------------------- | ----------------- | ----------------------------- | ------------------------------------------------------------ |
| (2012)          | 1 listopada  | Pieta                                 | Korea Południowa  | Kim Ki-duk                    | Min-soo Jo, Jung-Jin Lee, Gi-hong Woo                        |
| 27 września     | 8 listopada  | Kapitan Phillips                      | Stany Zjednoczone | Paul Greengrass               | Tom Hanks, Barkhad Abdi, Barkhad Abdirahman                  |
| (2011)          | 8 listopada  | Największy z cudów                    | Meksyk            | Bruce Morris                  | Dubbing: JB Blanc, Bryan Brems, Mari Devon                   |
| 4 października  | 8 listopada  | Pięć tańców                           | Stany Zjednoczone | Alan Brown                    | Ryan Steele, Reed Luplau, Catherine Miller                   |
| (1952)          | 8 listopada  | Światła rampy                         | Stany Zjednoczone | Charles Chaplin               | Charles Chaplin, Claire Bloom, Nigel Bruce                   |
| 1 listopada     | 8 listopada  | Thor: Mroczny świat                   | Stany Zjednoczone | Alan Taylor                   | Chris Hemsworth, Natalie Portman, Tom Hiddleston             |
| (2012)          | 8 listopada  | Wir                                   | Serbia            | Bojan Vuk Kosovčević          | Nebojša Đorđević, Srđan Pantelić, Nenad Okanović             |
| 20 września     | 8 listopada  | Wyścig                                | /                 | Ron Howard                    | Daniel Brühl, Chris Hemsworth, Olivia Wilde                  |
| 25 października | 15 listopada | Adwokat                               | /                 | Ridley Scott                  | Michael Fassbender, Penélope Cruz, Cameron Diaz              |
| 18 stycznia     | 15 listopada | Don Jon                               | Stany Zjednoczone | Joseph Gordon-Levitt          | Joseph Gordon-Levitt, Scarlett Johansson, Julianne Moore     |
| (2012)          | 15 listopada | Gdzie jest Gwiazdka?                  | Norwegia          | Nils Gaup                     | Vilde Zeiner, Anders Baasmo Christiansen, Agnes Kittelsen    |
| (2012)          | 15 listopada | Historie rodzinne                     | Kanada            | Sarah Polley                  | ----                                                         |
| 10 czerwca      | 15 listopada | Pussy Riot. Modlitwa punka            | /                 | Mike Lerner Maxim Pozdorovkin | ----                                                         |
| 20 października | 15 listopada | Rysiek Lwie Serce                     | Hiszpania         | Manuel Sicilia                | Dubbing: Antonio Banderas, James Cosmo, Michael Culkin       |
| 20 listopada    | 22 listopada | Igrzyska śmierci: W pierścieniu ognia | Stany Zjednoczone | Francis Lawrence              | Jennifer Lawrence, Josh Hutcherson, Liam Hemsworth           |
| 1 listopada     | 22 listopada | Last Vegas                            | Stany Zjednoczone | Jon Turteltaub                | Michael Douglas, Robert De Niro, Morgan Freeman, Kevin Kline |
| 16 maja         | 22 listopada | Młoda i piękna                        | Francja           | François Ozon                 | Marine Vacth, Géraldine Pailhas, Frédéric Pierrot            |
| (2012)          | 22 listopada | Powtórnie narodzony                   | /                 | Sergio Castellitto            | Penélope Cruz, Emile Hirsch, Adnan Haskovic                  |
| 5 listopada     | 22 listopada | Ratujmy święta                        | Wielka Brytania   | Leon Joosen Aaron Seelman     | Dubbing: Tim Conway, Pam Ferris, Joan Collins                |
| 1 listopada     | 22 listopada | Senada                                | /                 | Danis Tanović                 | Nazif Mujić, Senada Alimanović, Semsa Mujić                  |
| (1948)          | 22 listopada | Złodzieje rowerów                     | Włochy            | Vittorio De Sica              | Lamberto Maggiorani, Enzo Staiola, Lianella Carell           |
| 18 września     | 29 listopada | Ani słowa więcej                      | Stany Zjednoczone | Nicole Holofcener             | Julia Louis-Dreyfus, James Gandolfini, Catherine Keener      |
| (2012)          | 29 listopada | Call Girl                             | /                 | Mikael Marcimain              | Sofia Karemyr, Simon J. Berger, Josefin Asplund              |
| 28 marca        | 29 listopada | Dziś jestem blondynką                 | /                 | Marc Rothemund                | Lisa Tomaschewsky, Karoline Teska, David Rott                |
| 10 sierpnia     | 29 listopada | Kobieta w klatce                      | /                 | Mikkel Nørgaard               | Nikolaj Lie Kaas, Fares Fares, Claus Maack Bahnsen           |
| 10 czerwca      | 29 listopada | Kraina lodu                           | Stany Zjednoczone | Chris Buck Jennifer Lee       | Dubbing: Kristen Bell, Josh Gad, Idina Menzel                |
| 11 lutego       | 29 listopada | Kręgi                                 | Serbia            | Srdan Golubović               | Aleksandar Berček, Leon Lučev, Nebojša Glogovac              |
| 10 października | 29 listopada | Stalingrad                            | Rosja             | Fiodor Bondarczuk             | Thomas Kretschmann, Yanina Studilina, Philippe Reinhardt     |
| (2012)          | 29 listopada | Uwaga! Mr. Baker                      | Stany Zjednoczone | Jay Burger                    | ----                                                         |
| 21 maja         | 29 listopada | Wielki Liberace                       | Stany Zjednoczone | Steven Soderbergh             | Michael Douglas, Matt Damon, Scott Bakula                    |

#### Grudzień
| Premiera     | Premiera   | Tytuł filmu                           | Kraj              | Reżyseria                       | Obsada                                                                |
| Światowa     | W Polsce   | Tytuł filmu                           | Kraj              | Reżyseria                       | Obsada                                                                |
| ------------ | ---------- | ------------------------------------- | ----------------- | ------------------------------- | --------------------------------------------------------------------- |
| 17 maja      | 6 grudnia  | Dotyk grzechu                         |                   | Jia Zhangke                     | Wu Jiang, Vivien Li, Luo Lanshan                                      |
| 21 lutego    | 6 grudnia  | Metro                                 | Rosja             | Anton Megerdichev               | Siergiej Puskepalis, Anatolij Biełyj, Swietłana Chodczenkowa          |
| (2012)       | 6 grudnia  | Na głębinie                           | Islandia          | Baltasar Kormákur               | Ólafur Darri Ólafsson, Stefán Hallur Stefánsson, Jóhann G. Jóhannsson |
| 27 listopada | 6 grudnia  | Oldboy. Zemsta jest cierpliwa         | Stany Zjednoczone | Spike Lee                       | Josh Brolin, Elizabeth Olsen, Samuel L. Jackson                       |
| (1947)       | 6 grudnia  | Pan Verdoux                           | Stany Zjednoczone | Charles Chaplin                 | Charles Chaplin, Mady Correll, Allison Roddan                         |
| (2012)       | 6 grudnia  | Perwersyjny przewodnik po ideologiach | Wielka Brytania   | Sophie Fiennes                  | Slavoj Žižek                                                          |
| (2012)       | 6 grudnia  | Rakieta                               | Australia         | Kim Mordaunt                    | Sitthiphon Disamoe, Loungnam Kaosainam, Suthep Po-ngam                |
| (2011)       | 13 grudnia | Wysocki                               | Rosja             | Piotr Busłow                    | Siergiej Biezrukow, Oksana Akińszyna, Andriej Smoliakow               |
| (2011)       | 20 grudnia | Spaleni słońcem: Cytadela             | Rosja             | Nikita Michałkow                | Nikita Michałkow, Oleg Mieńszykow, Anna Michałkowa                    |
| (2012)       | 26 grudnia | Babcia Gandzia                        | Francja           | Jérôme Enrico                   | Bernadette Lafont, Carmen Maura, Dominique Lavanant                   |
| 5 sierpnia   | 26 grudnia | Kamerdyner                            | Stany Zjednoczone | Lee Daniels                     | Forest Whitaker, Oprah Winfrey, John Cusack                           |
| (2012)       | 26 grudnia | Królowa śniegu                        | Rosja             | Vladlen Barbe Maksim Sveshnikov | Dubbing: Anna Shurochkina, Ivan Okhlobystin, Galina Tyunina           |
| 2 grudnia    | 27 grudnia | Hobbit: Pustkowie Smauga              | /                 | Peter Jackson                   | Ian McKellen, Martin Freeman, Richard Armitage                        |
| 10 września  | 27 grudnia | Porachunki                            | /                 | Luc Besson                      | Robert De Niro, Michelle Pfeiffer, Dianna Agron                       |

## Nagrody filmowe

### Złote Globy
70. ceremonia wręczenia Złotych Globów odbyła się 13 stycznia 2013 roku.
- Pełna lista nagrodzonych

| Najlepszy film dramatycznyOperacja Argo Najlepszy reżyserBen Affleck za film Operacja Argo | Najlepsza aktorka w filmie dramatycznymJessica Chastain za rolę w filmie Wróg nr 1 Najlepszy aktor w filmie dramatycznymDaniel Day-Lewis za rolę w filmie Lincoln |

### Nagroda Gildii Aktorów Filmowych
19. ceremonia wręczenia nagród Gildii Aktorów Filmowych odbyła się 27 stycznia 2013 roku.
- Pełna lista nagrodzonych

| Najlepsza aktorkaJennifer Lawrence za rolę w filmie Poradnik pozytywnego myślenia Najlepszy aktorDaniel Day-Lewis za rolę w filmie Lincoln | Najlepsza aktorka w serialu dramatycznymClaire Danes za rolę w serialu Homeland Najlepszy aktor w serialu dramatycznymBryan Cranston za rolę w serialu Breaking Bad |

### BAFTA
66. ceremonia wręczenia nagród Brytyjskiej Akademii Sztuk Filmowych i Telewizyjnych odbyła się 10 lutego 2013 roku.
- Pełna lista nagrodzonych

| Najlepszy filmOperacja Argo Najlepszy reżyserBen Affleck za film Operacja Argo | Najlepsza aktorkaEmmanuelle Riva za rolę w filmie Miłość Najlepszy aktor: Daniel Day-Lewis za rolę w filmie Lincoln |

### Goya
27. ceremonia wręczenia Hiszpańskich Nagród Filmowych – Goya odbyła się 17 lutego 2013 roku.
- Pełna lista nagrodzonych

| Najlepszy filmKrólewna Śnieżka Najlepszy reżyserJuan Antonio Bayona za film Niemożliwe | Najlepsza aktorkaMaribel Verdú za rolę w filmie Królewna Śnieżka Najlepszy aktorJosé Sacristán za rolę w filmie Martwy i szczęśliwy |

### Złoty Niedźwiedź
62. Międzynarodowy Festiwal Filmowy w Berlinie odbył się w dniach 7–17 lutego 2013 roku.
- Pełna lista nagrodzonych

| Złoty NiedźwiedźCălin Peter Netzer za film Pozycja dziecka Najlepszy reżyserDavid Gordon Green za film Droga przez Teksas | Najlepsza aktorkaPaulina García za rolę w filmie Gloria Najlepszy aktorNazif Mujić za rolę w filmie Senada |

### Independent Spirit Awards
27. ceremonia wręczenia nagród Independent Spirit Awards odbyła się 23 lutego 2013 roku.
- Pełna lista nagrodzonych

| Najlepszy film: Poradnik pozytywnego myślenia Najlepszy reżyser: David O. Russell za film Poradnik pozytywnego myślenia | Najlepsza aktorka: Jennifer Lawrence za rolę w filmie Poradnik pozytywnego myślenia Najlepszy aktor: John Hawkes za rolę w filmie Sesje |

### Złota Malina
33. ceremonia wręczenia nagród Złotej Maliny odbyła się 23 lutego 2013 roku.
- Pełna lista nagrodzonych

| Najgorszy filmSaga „Zmierzch”: Przed świtem – część 2 Najgorszy reżyserBill Condon za film Saga „Zmierzch”: Przed świtem – część 2 | Najgorsza aktorkaKristen Stewart za rolę w filmie Saga „Zmierzch”: Przed świtem – część 2 oraz Królewna Śnieżka i Łowca Najgorszy aktor: Adam Sandler za rolę w filmie Spadaj, tato |

### Oscary
85. ceremonia wręczenia nagród Amerykańskiej Akademii Filmowej odbyła się 24 lutego 2013 roku.
- Pełna lista nagrodzonych

| Najlepszy filmOperacja Argo Najlepszy reżyserAng Lee za film Życie Pi | Najlepsza aktorkaJennifer Lawrence za rolę w filmie Poradnik pozytywnego myślenia Najlepszy aktor: Daniel Day-Lewis za rolę w filmie Lincoln |

### Orły
15. ceremonia wręczenia Polskich Nagród Filmowych – Orłów odbyła się 4 marca 2013 roku.
- Pełna lista nagrodzonych

| Najlepszy filmObława Najlepszy reżyserRoman Polański za film Rzeź | Najlepsza aktorkaAgnieszka Grochowska za rolę w filmie Bez wstydu Najlepszy aktorMaciej Stuhr za rolę w filmie Pokłosie |

### Złota Palma
66. Festiwal Filmowy w Cannes odbył się w dniach 15–26 maja 2013 roku.
- Pełna lista nagrodzonych

| Złota PalmaŻycie Adeli Najlepszy reżyserAmat Escalante za film Heli | Najlepsza aktorkaBérénice Bejo za rolę w filmie Przeszłość Najlepszy aktorBruce Dern za rolę w filmie Nebraska |

### Złoty Lew
70. Festiwal Filmowy w Wenecji odbył się w dniach 28 sierpnia-7 września 2013 roku.
- Pełna lista nagrodzonych

| Najlepszy filmRzymska aureola, reż. Gianfranco Rosi Najlepszy reżyserAleksandros Awranas za film Miss Violence | Najlepsza aktorkaElena Cotta za rolę w filmie Ulica w Palermo Najlepszy aktorThemis Panou za rolę w filmie Miss Violence |

### Złote Lwy
38. Festiwal Polskich Filmów Fabularnych w Gdyni odbył się w dniach 9–14 września 2013 roku.
- Pełna lista nagrodzonych

| Najlepszy filmIda Najlepszy reżyserMałgorzata Szumowska za film W imię... | Najlepsza aktorkaAgata Kulesza za rolę w filmie Ida Najlepszy aktorAndrzej Chyra za rolę w filmie W imię... |

### Złota, Srebrna i Brązowa Żaba
21. Międzynarodowy Festiwal Sztuki Autorów Zdjęć Filmowych Camerimage, 16–23 listopada, Bydgoszcz.
- Złota Żaba: Łukasz Żal i Ryszard Lenczewski za zdjęcia do filmu Ida, reż. Paweł Pawlikowski
- Srebrna Żaba: Lorenzo Hagerman za zdjęcia do filmu Heli, reż. Amat Escalante
- Brązowa Żaba: Bruno Delbonnel za zdjęcia do filmu Co jest grane, Davis? (Inside Llewyn Davis), reż. Joel i Ethan Coen

## Zmarli
- Styczeń
  - 1 stycznia –  Bisi Komolafe, aktorka
  - 1 stycznia –  Patti Page, piosenkarka/aktorka
  - 1 stycznia –  Marian Wantoła, animator
  - 2 stycznia –  Zaharira Harifai, aktorka
  - 2 stycznia –  Géza Koroknay, aktor[1]
  - 2 stycznia –  Ned Wertimer, aktor
  - 3 stycznia –  Aleksandra Ford-Sampolska, aktorka
  - 3 stycznia –  Sergiu Nicolaescu, reżyser
  - 4 stycznia –  Thomas Holtzmann, aktor
  - 4 stycznia –  Tony Lip, aktor
  - 4 stycznia –  Sándor Szoboszlai, aktor
  - 4 stycznia –  Angelina Warganowa, aktorka
  - 5 stycznia –  Haradhan Bandopadhyay, aktor
  - 5 stycznia –  Barbara Werle, aktorka
  - 7 stycznia –  Jiřina Jirásková, aktorka
  - 8 stycznia –  David R. Ellis, reżyser
  - 8 stycznia –  Grażyna Jasińska-Wiśniarowska, montażystka
  - 10 stycznia –  Christel Adelaar, aktorka
  - 10 stycznia –  Peter Fitz, aktor
  - 10 stycznia –  Maciej Korwin, aktor
  - 10 stycznia –  Michał Smolorz, reżyser/producent
  - 11 stycznia –  Mariangela Melato, aktorka
  - 12 stycznia –  Anna Lizaran, aktorka
  - 13 stycznia –  Bille Brown, aktor
  - 13 stycznia –   Jack Recknitz, aktor
  - 14 stycznia –  Conrad Bain, aktor
  - 15 stycznia –  Nagisa Ōshima, reżyser
  - 16 stycznia –  Perrette Pradier, aktorka
  - 17 stycznia –  Robert Chew, aktor
  - 17 stycznia –  Fernando Guillén, aktor
  - 17 stycznia –  Sophiya Haque, aktorka
  - 17 stycznia –  Guram Sagharadze, aktor
  - 18 stycznia –  Walmor Chagas, aktor
  - 21 stycznia –  Michael Winner, reżyser
  - 22 stycznia –  Lídia Mattos, aktorka
  - 22 stycznia –  Lucyna Winnicka, aktorka
  - 23 stycznia –  Tom Jankiewicz, scenarzysta
  - 23 stycznia –  Janice Knickrehm, aktorka
  - 23 stycznia –  Bogdan Kuczkowski, aktor
  - 23 stycznia –  Bogdan Śmigielski, aktor
  - 24 stycznia –  Zózimo Bulbul, aktor
  - 25 stycznia –  Lloyd Phillips, producent
  - 27 stycznia –  Aleksander Bednarz, aktor
  - 27 stycznia –  Bernard Dhéran, aktor
  - 27 stycznia –  Sally Starr, aktorka
  - 29 stycznia –  Bernard Horsfall, aktor
  - 29 stycznia –  Tadeusz Karwański, kierownik produkcji
- Luty
  - 1 lutego –  Robin Sachs, aktor
  - 2 lutego –  John Kerr, aktor
  - 3 lutego –  Ichikawa Danjūrō XII, aktor
  - 3 lutego –  Peter Gilmore, aktor
  - 7 lutego –  Stuart Freeborn, charakteryzator
  - 7 lutego –  Krsto Papić, reżyser/scenarzysta
  - 7 lutego –  Peter Steen, aktor
  - 8 lutego –  György Kézdy, aktor
  - 8 lutego –  Alan Sharp, scenarzysta
  - 11 lutego –  Kevin Gray, aktor
  - 12 lutego –  Tekin Akmansoy, aktor/reżyser
  - 13 lutego –  Stefan Wigger, aktor
  - 14 lutego –  Richard Collins, scenarzysta
  - 15 lutego –  Todor Kolev, aktor
  - 16 lutego –  Ennio Girolami, aktor
  - 16 lutego –  Czesław Siekiera, scenograf
  - 17 lutego –  Richard Briers, aktor
  - 17 lutego –  Shmulik Kraus, aktor
  - 18 lutego –  Elspet Gray, aktorka
  - 19 lutego –  Eva Bergh, aktorka
  - 19 lutego –  Joaquín Cordero, aktor
  - 19 lutego –  Justus Esiri, aktor
  - 19 lutego –  Lou Myers, aktor
  - 19 lutego –  Park Chul-soo, reżyser
  - 19 lutego –  Jan Włodarczyk, kierownik produkcji
  - 20 lutego –  Tony Hardman, aktor
  - 20 lutego –  Ozzie Sweet, aktor
  - 21 lutego –  Aleksiej German, aktor/reżyser/scenarzysta
  - 22 lutego –  Bob Godfrey, animator/grafik
  - 23 lutego –  Osman Gidişoğlu, aktor
  - 25 lutego –  Carmen Montejo, aktorka
  - 26 lutego –  Kaoru Shimamura, aktorka
  - 27 lutego –  María Asquerino, aktorka
  - 27 lutego –  Dale Robertson, aktor
  - 28 lutego –  Armando Trovajoli, kompozytor
- Marzec
  - 1 marca –  Chris Canavan, aktor
  - 1 marca –  Bonnie Franklin, aktorka
  - 3 marca –  Müslüm Gürses, aktor/piosenkarz
  - 3 marca –  José Sancho, aktor
  - 4 marca –  Jérôme Savary, aktor/reżyser
  - 5 marca –  Francis Lemaire, aktor
  - 5 marca –  Dieter Pfaff, aktor
  - 5 marca –  Arthur Storch, reżyser/aktor
  - 5 marca –  Raja Sulochana, aktorka
  - 6 marca –  Ward de Ravet, aktor
  - 6 marca –  Roland Trebicka, aktor
  - 7 marca –  Damiano Damiani, reżyser
  - 7 marca –  Andrey Panin, aktor
  - 9 marca –  Sybil Williams, aktorka
  - 10 marca –  Zofia Saretok, aktorka
  - 10 marca –  Metin Serezli, aktor
  - 11 marca –  Borys Wasiliew, scenarzysta
  - 12 marca –  Harry Greene, aktor
  - 13 marca –  Richard Davey, aktor
  - 13 marca –  Elżbieta Kilarska, aktorka
  - 13 marca –  Rolf Schult, aktor
  - 13 marca –  Malachi Throne, aktor
  - 13 marca –  Stig Torstensson, aktor
  - 14 marca –  Camilo Vives, producent
  - 16 marca –  Trond Brænne, aktor
  - 16 marca –  Kong Ngai, aktor
  - 16 marca –  Frank Thornton, aktor
  - 17 marca –  Kazimierz Sioma, kierownik produkcji
  - 18 marca –  Henry Bromell, reżyser/scenarzysta
  - 19 marca –  Holger Juul Hansen, aktor
  - 19 marca –  Lester Lewis, producent
  - 19 marca –  Irina Petrescu, aktorka
  - 20 marca –  Eli Richbourg, producent
  - 21 marca –  Harry Reems, aktor
  - 22 marca –  Vladimír Čech, aktor
  - 24 marca –  Peter Duryea, aktor
  - 25 marca –  Arsen Arakelian, aktor
  - 26 marca –  Jerzy Nowak, aktor
  - 26 marca –  Don Payne, scenarzysta
  - 26 marca –  Nikołaj Sorokin, aktor
  - 27 marca –  Andrzej Iwiński, aktor
  - 27 marca –  Fay Kanin, aktorka/scenarzystka
  - 28 marca –  Richard Griffiths, aktor
  - 29 marca –  Andrzej Lipski, aktor
  - 30 marca –  Walerij Zołotuchin, aktor
- Kwiecień
  - 2 kwietnia –  Jesús Franco, reżyser/scenarzysta/aktor
  - 2 kwietnia –  Milo O’Shea, aktor
  - 3 kwietnia –  Mariví Bilbao, aktorka
  - 3 kwietnia –  Ho Kieng, aktor
  - 3 kwietnia –  Sven Lehmann, aktor
  - 3 kwietnia –  Jean Sincere, aktorka
  - 3 kwietnia –  Ruth Prawer Jhabvala, scenarzystka
  - 4 kwietnia –  Bengt Blomgren, aktor/reżyser
  - 4 kwietnia –  Roger Ebert, krytyk filmowy
  - 4 kwietnia –  Besedka Johnson, aktorka
  - 5 kwietnia –  Regina Bianchi, aktorka
  - 6 kwietnia –  Bigas Luna, reżyser/scenarzysta
  - 8 kwietnia –  Richard Brooker, aktor
  - 8 kwietnia –  Annette Funicello, aktorka
  - 8 kwietnia –  Greg Kramer, aktor
  - 8 kwietnia –  Sara Montiel, aktorka
  - 11 kwietnia –  Jerzy Lustyk, aktor
  - 11 kwietnia –  Jonathan Winters, aktor/komik
  - 12 kwietnia –  Michael France, scenarzysta
  - 13 kwietnia –  Frank Bank, aktor
  - 14 kwietnia –  Rentarō Mikuni, aktor
  - 15 kwietnia –  Richard Collins, aktor
  - 15 kwietnia –  Richard LeParmentier, aktor
  - 15 kwietnia –  Jerzy Wicik, aktor
  - 15 kwietnia –  Cleyde Yáconis, aktorka
  - 18 kwietnia –  Vytautas Šapranauskas, aktor
  - 19 kwietnia –  Allan Arbus, aktor
  - 20 kwietnia –  Patrick Garland, aktor/reżyser
  - 20 kwietnia –  Huang Wenyong, aktor
  - 20 kwietnia –  Nosher Powell, aktor
  - 22 kwietnia –  Vivi Bach, aktorka
  - 25 kwietnia –  Johnny Lockwood, aktor
  - 25 kwietnia –  Anna Proclemer, aktorka
  - 25 kwietnia –  Władysław Żydlik, aktor/śpiewak
  - 27 kwietnia –  Aída Bortnik, scenarzystka
  - 28 kwietnia –  Deanna Durbin, aktorka
  - 28 kwietnia –  Danuta Kłopocka, aktorka
- Maj
  - 3 maja –  Ted Beyer, aktor
  - 4 maja –  Mario Machado, aktor
  - 4 maja –  César Portillo de la Luz, kompozytor
  - 5 maja –  Lotfi Dziri, aktor
  - 5 maja –  Petyr Popjordanow, aktor
  - 6 maja –  Francesco Sorianello, aktor
  - 7 maja –  Ray Harryhausen, animator
  - 8 maja –  Jeanne Cooper, aktorka
  - 8 maja –  Bryan Forbes, aktor/reżyser
  - 8 maja –  Taylor Mead, aktor
  - 8 maja –  Peter Sehr, reżyser
  - 9 maja –  Alfredo Landa, aktor
  - 9 maja –  Huguette Oligny, aktorka
  - 9 maja –  Robert Sickinger, reżyser
  - 10 maja –  Barbara Callcott, aktorka
  - 10 maja –  Vincent Dowling, aktor
  - 11 maja –  Arnold Peters, aktor
  - 12 maja –  Constantino Romero, aktor
  - 15 maja –  Artus de Penguern, aktor
  - 16 maja –  Paul Shane, aktor
  - 17 maja –  Jérôme Reehuis, aktor
  - 18 maja –  Aleksiej Bałabanow, reżyser
  - 18 maja –  Steve Forrest, aktor
  - 18 maja –  Penne Hackforth-Jones, aktorka
  - 18 maja –  Koh Masaki, aktor
  - 19 maja –  Bella Flores, aktorka
  - 19 maja –  Carlo Monni, aktor
  - 20 maja –  Barbara Oliver, reżyser
  - 21 maja –  Halina Kuźniakówna, aktorka
  - 21 maja –  Tomas Protopapas, aktor
  - 22 maja –  Henri Dutilleux, kompozytor
  - 22 maja –  Richard Thorp, aktor
  - 23 maja –  Sensaku Shigeyama, aktor
  - 24 maja –  Piotr Todorowski, reżyser
  - 25 maja –  T.M. Soundararajan, aktor
  - 26 maja –  Ivanka Grabcheva, reżyser
  - 26 maja –  Hildegard Krekel, aktorka
  - 27 maja –  György Bárdy, aktor
  - 27 maja –  Bill Pertwee, aktor
  - 28 maja –  Eddie Romero, reżyser
  - 29 maja –  Françoise Blanchard, aktorka
  - 29 maja –  Taha Karimi, reżyser
  - 29 maja –  Franca Rame, aktorka
  - 29 maja –  Márcio Ribeiro, aktor
  - 30 maja –  Rituparno Ghosh, reżyser
  - 30 maja –  Helen Hanft, aktorka
  - 31 maja –  Jean Stapleton, aktorka
- Czerwiec
  - 3 czerwca –  Jiah Khan, aktorka
  - 3 czerwca –  Enrique Lizalde, aktor
  - 4 czerwca –  Gloria O’Connor, aktorka
  - 4 czerwca –  Waldemar Podgórski, reżyser
  - 4 czerwca –  S. Shamsuddin, aktor
  - 4 czerwca –  Benjamin Stewart, aktor
  - 4 czerwca –  Lucjan Szołajski, lektor
  - 5 czerwca –  Scarlet Moon de Chevalier, aktorka
  - 6 czerwca –  Maxine Stuart, aktorka
  - 6 czerwca –  Esther Williams, aktorka
  - 7 czerwca –  Malu Rocha, aktorka
  - 8 czerwca –  Erskine Smith, aktor/reżyser
  - 9 czerwca –  Harry Lewis, aktor
  - 9 czerwca –  Elías Querejeta, producent
  - 11 czerwca –  Jan Kašpar, aktor
  - 11 czerwca –  Bogdan Potocki, aktor
  - 13 czerwca –  Kenji Utsumi, aktor
  - 15 czerwca –  Evaristo Márquez, aktor
  - 19 czerwca –  James Gandolfini, aktor
  - 19 czerwca –  Miguel Morayta, reżyser
  - 21 czerwca –  Elliott Reid, aktor
  - 23 czerwca –  Pat Ashton, aktorka
  - 23 czerwca –  Kunigal Nagabhushan, reżyser
  - 25 czerwca –  Jacenty Jędrusik, aktor
  - 25 czerwca –  Uma Shivakumar, aktorka
  - 27 czerwca –  Oldřich Velen, aktor
  - 29 czerwca –  Jim Kelly, aktor
  - 30 czerwca –  Minella Borova, aktor
- Lipiec
  - 1 lipca –  Paul Jenkins, aktor
  - 1 lipca –  Ulrich Matschoss, aktor
  - 2 lipca –  Marcin Mayzel, reżyser
  - 3 lipca –  Krzysztof Nazar, reżyser
  - 4 lipca –  Bernie Nolan, aktorka
  - 5 lipca –  Ama Quiambao, aktorka
  - 6 lipca –  Santo Krishnan, aktor
  - 7 lipca –  Joe Conley, aktor
  - 7 lipca –  Anna Wing, aktorka
  - 12 lipca –  Ray Butt, reżyser
  - 12 lipca –  Elaine Morgan, scenarzystka
  - 13 lipca –  Cory Monteith, aktor
  - 14 lipca –  Tonino Accolla, aktor
  - 14 lipca –  Dennis Burkley, aktor
  - 17 lipca –  Vincenzo Cerami, scenarzysta
  - 17 lipca –  Briony McRoberts, aktorka
  - 17 lipca –  Małgorzata Treutler, scenograf
  - 19 lipca –  Mel Smith, aktor/komik
  - 21 lipca –  Denys de La Patellière, reżyser
  - 22 lipca –  Dennis Farina, aktor
  - 22 lipca –  Valérie Lang, aktorka
  - 23 lipca –  Manjula Vijayakumar, aktorka
  - 24 lipca –  Jerzy Bączek, aktor
  - 25 lipca –  Bernadette Lafont, aktorka
  - 25 lipca –  Duilio Marzio, aktor
  - 27 lipca –  Henryk Baranowski, reżyser
  - 28 lipca –  Eileen Brennan, aktorka
  - 28 lipca –  Jagdish Raj, aktor
  - 30 lipca –  Fabienne Vonier, producent
  - 31 lipca –  Michael Ansara, aktor
- Sierpień
  - 1 sierpnia –  Gail Kobe, aktorka
  - 2 sierpnia –  Jozef Adamovič, aktor
  - 5 sierpnia –  Jan Skotnicki, reżyser
  - 6 sierpnia –  Lidia Korsakówna, aktorka
  - 7 sierpnia –  Margaret Pellegrini, aktorka
  - 8 sierpnia –  Karen Black, aktorka
  - 8 sierpnia –  Jiří Krejčík, reżyser
  - 10 sierpnia –  Barbarella Catton, aktorka
  - 11 sierpnia –  Eliza Gerner, aktorka
  - 11 sierpnia –  Henry Polic, aktor
  - 14 sierpnia –  Lisa Robin Kelly, aktorka
  - 14 sierpnia –  Luciano Martino, aktor/reżyser
  - 14 sierpnia –  Elżbieta Piwek, aktorka
  - 15 sierpnia –  Behn Cervantes, reżyser
  - 15 sierpnia –  August Schellenberg, aktor
  - 18 sierpnia –  Zbigniew Czeski, aktor/reżyser
  - 18 sierpnia –  Rolv Wesenlund, aktor
  - 19 sierpnia –  Lee Thompson Young, aktor
  - 20 sierpnia –  Ewa Petelska, reżyser
  - 20 sierpnia –  Ted Post, reżyser
  - 22 sierpnia –  Jozef Bednárik, reżyser
  - 22 sierpnia –  Keiko Fuji, aktorka
  - 23 sierpnia –  Wadim Jusow, operator
  - 24 sierpnia –  Julie Harris, aktorka
  - 24 sierpnia –  Gilbert Taylor, operator
  - 26 sierpnia –  Gerard Murphy, aktor
  - 27 sierpnia –  Michael Goldie, aktor
  - 27 sierpnia –  Julia Trujillo, aktorka
  - 28 sierpnia –  Murray Gershenz, aktor
  - 28 sierpnia –  Krzysztof Niesiołowski, aktor/reżyser
  - 31 sierpnia –  Viera Strnisková, aktorka
- Wrzesień
  - 1 września –  Ole Ernst, aktor
  - 2 września –  Valérie Benguigui, aktorka
  - 2 września –  Pablo Krögh, aktor
  - 2 września –  Gérard Paradis, aktor
  - 3 września –  José Ramón Larraz, reżyser
  - 5 września –  Mireya Véliz, aktorka
  - 6 września –  Constantin Ghenescu, aktor
  - 8 września –  Louise Currie, aktorka
  - 9 września –  Alberto Bevilacqua, reżyser
  - 9 września –  Susan FitzGerald, aktorka
  - 9 września –  Saul Landau, reżyser
  - 9 września –  Patricia Blair, aktorka
  - 10 września –  Don Nelson, scenarzysta
  - 12 września –  Rod Masterson, aktor
  - 12 września –  Otto Sander, aktor
  - 13 września –  Jimmy Herman, aktor
  - 13 września –  Anwar Hossain, aktor
  - 13 września –  Antoneta Papapavli, aktorka
  - 15 września –  Joyce Jacobs, aktorka
  - 16 września –  Daniel Díaz Torres, reżyser
  - 16 września –  Kim Hamilton, aktorka
  - 17 września –  Jerzy Gaweł, aktor
  - 17 września –  Michael Giannatos, aktor
  - 18 września –  Marta Heflin, aktorka
  - 18 września –  Richard Sarafian, reżyser
  - 21 września –  Michel Brault, reżyser
  - 21 września –  Taro Ishida, aktor
  - 21 września –  Peter Solan, reżyser
  - 22 września –  Luciano Vincenzoni, scenarzysta
  - 23 września –  Jane Connell, aktorka
  - 23 września –  Anthony Hawkins, aktor
  - 23 września –  Annette Kerr, aktorka
  - 23 września –  Geo Saizescu, reżyser
  - 24 września –  Teresa Szmigielówna, aktorka
  - 25 września –  Laura Waterbury, aktorka
  - 26 września –  Sos Sargsyan, aktor
  - 27 września –  Tuncel Kurtiz, aktor
  - 27 września –  A.C. Lyles, producent
  - 27 września –  Jay Robinson, aktor
  - 28 września –  Walter Schmidinger, aktor
  - 29 września –  Patricia Castell, aktorka
  - 30 września –  Anthony Hinds, scenarzysta
  - 30 września –  Ruth Maleczech, aktorka
  - 30 września –  Rangel Vulchanov, aktor/reżyser
- Październik
  - 1 października –  Giuliano Gemma, aktor
  - 2 października –  Drita Pelingu, aktorka
  - 3 października –  Raoul Rizik, aktor
  - 5 października –  Carlo Lizzani, reżyser
  - 6 października –  Paul Rogers, aktor
  - 7 października –  Zygmunt Adamski, reżyser
  - 7 października –  Patrice Chéreau, reżyser
  - 9 października –  Norma Bengell, aktorka
  - 10 października –  Tomoyuki Dan, aktor
  - 10 października –  Daniel Duval, aktor/reżyser
  - 10 października –  Franciszek Dzida, reżyser
  - 10 października –  Kumar Pallana, aktor
  - 11 października –  Terry Rhoads, aktor
  - 13 października –  Olga Arosiewa, aktorka
  - 16 października –  Ed Lauter, aktor
  - 17 października –  Lou Scheimer, producent
  - 19 października –  Georges Descrières, aktor
  - 19 października –  Noel Harrison, aktor
  - 19 października –  Jon Locke, aktor
  - 20 października –  Larri Thomas, aktorka
  - 22 października –  Esteban Siller, aktor
  - 23 października –  Dolores Lambaša, aktorka
  - 24 października –  Antonia Bird, reżyser
  - 24 października –  Ana Bertha Lepe, aktorka
  - 24 października –  Sebastian Münch, aktor
  - 25 października –  Nigel Davenport, aktor
  - 25 października –  Hal Needham, reżyser
  - 25 października –  Amparo Soler Leal, aktorka
  - 25 października –  Marcia Wallace, aktorka
  - 27 października –  Aldo Barbero, aktor
  - 27 października –  Luigi Magni, reżyser/scenarzysta
  - 27 października –  Roger McGee, aktor
  - 29 października –  Graham Stark, aktor
- Listopad
  - 3 listopada –  D. Rajendra Babu, reżyser/scenarzysta
  - 4 listopada –  Hans von Borsody, aktor
  - 5 listopada –  Juan Carlos Calabró, aktor
  - 5 listopada –  Juan Manuel Tenuta, aktor
  - 6 listopada –  Jorge Dória, aktor
  - 7 listopada –  Gustavo García, krytyk filmowy
  - 7 listopada –  Paul Mantee, aktor
  - 7 listopada –  Amparo Rivelles, aktorka
  - 8 listopada –  Chitti Babu, aktor
  - 8 listopada –  Chiyoko Shimakura, aktorka
  - 8 listopada –  Amanchi Venkata Subrahmanyam, aktor
  - 9 listopada –  Takashi Satomi, aktor
  - 11 listopada –  Stein Grieg Halvorsen, aktor
  - 11 listopada –  Shirley Mitchell, aktorka
  - 12 listopada –  Geo Costiniu, aktor
  - 12 listopada –  Al Ruscio, aktor
  - 12 listopada –  Antigoni Valakou, aktorka
  - 15 listopada –  Sheila Matthews Allen, aktorka
  - 15 listopada –  Karla Álvarez, aktorka
  - 20 listopada –  Krystyna Kozanecka, aktorka
  - 21 listopada –  Vadde Ramesh, producent
  - 22 listopada –  Georges Lautner, reżyser
  - 23 listopada –  Jay Leggett, aktor
  - 24 listopada –  Matti Ranin, aktor
  - 26 listopada –  Tony Musante, aktor
  - 26 listopada –  Stan Stennett, aktor
  - 27 listopada –  Lewis Collins, aktor
  - 28 listopada –  Jean-Louis Roux, aktor
  - 30 listopada –  Jurij Jakowlew, aktor
  - 30 listopada –  Jean Kent, aktorka
  - 30 listopada –  Paul Walker, aktor
- Grudzień
  - 1 grudnia –  Lino Grech, aktor
  - 1 grudnia –  Jerzy Matałowski, aktor
  - 2 grudnia –  Salim Kallas, aktor
  - 2 grudnia –  Mary Riggans, aktorka
  - 2 grudnia –  Christopher Welch, aktor
  - 3 grudnia –  Norbert Kuchinke, aktor
  - 3 grudnia –  Avo Paistik, reżyser
  - 3 grudnia –  Sefi Rivlin, aktor
  - 5 grudnia –  Barry Jackson, aktor
  - 5 grudnia –  Zbigniew Szymański, reżyser
  - 6 grudnia –  Nya Quesada, aktorka
  - 6 grudnia –  Louis Waldon, aktor
  - 6 grudnia –  Kate Williamson, aktorka
  - 7 grudnia –  Édouard Molinaro, reżyser
  - 7 grudnia –  Dharmavarapu Subramanyam, aktor
  - 8 grudnia –  Hung Sin-nui, aktorka
  - 8 grudnia –  Don Mitchell, aktor
  - 9 grudnia –  Kees Brusse, aktor
  - 9 grudnia –  Eleanor Parker, aktorka
  - 10 grudnia –  Rossana Podestà, aktorka
  - 12 grudnia –  Tom Laughlin, aktor
  - 12 grudnia –  Audrey Totter, aktorka
  - 13 grudnia –  Zafer Önen, aktor
  - 14 grudnia –  Peter O’Toole, aktor
  - 14 grudnia –  France Roche, aktorka
  - 15 grudnia –  Joan Fontaine, aktorka
  - 16 grudnia –  Lolita Sevilla, aktorka
  - 18 grudnia –  Fatos Sela, aktor
  - 19 grudnia –  Nae Lăzărescu, aktor
  - 19 grudnia –  Ružica Sokić, aktorka
  - 20 grudnia –  Gyula Maár, reżyser
  - 20 grudnia –  Nelly Omar, aktorka
  - 21 grudnia –  Aristóteles Picho, aktor
  - 22 grudnia –  Bernard Michalski, aktor
  - 23 grudnia –  Juris Lauciņš, aktor
  - 23 grudnia –  Jeff Pollack, reżyser
  - 24 grudnia –  Allan McKeown, producent
  - 25 grudnia –  Adnan Şenses, aktor
  - 26 grudnia –  Malena Alvarado, aktorka
  - 26 grudnia –  Dinu Cocea, reżyser
  - 26 grudnia –  Marta Eggerth, aktorka
  - 27 grudnia –  Elvira Quintillá, aktorka
  - 27 grudnia –  Farooq Sheikh, aktor
  - 29 grudnia –  Wojciech Kilar, kompozytor
  - 30 grudnia –  Ewa Przybył, scenografka
  - 31 grudnia –  James Avery, aktor
  - 31 grudnia –  John Fortune, aktor/komik
  - 31 grudnia –  Wanda Kruszewska, aktorka